# E (single)
E é o sétimo single em formato de álbum single lançado pelo grupo sul-coreano Big Bang. O seu lançamento ocorreu em 5 de agosto de 2015, através da YG Entertainment, sendo composto pelas canções "Zutter" da dupla GD&TOP e "Let's Not Fall in Love". E é o quarto e último lançamento de seu projeto de quatro álbuns singles intitulado Made Series.
Através de E, o Big Bang obteve seu terceiro número um pelo projeto Made Series na parada sul-coreana Gaon Album Chart, além do mesmo constituir-se no lançamento mais vendido de Made Series na China. 

## Antecedentes e lançamento
Com o lançamento de D em 1 de julho de 2015, o Big Bang atingiu o topo das paradas musicais da Coreia do Sul, Japão e Taiwan. Para dar prosseguimento ao seu projeto intitulado Made Series e encerrá-lo, foi divulgado a produção de E como seu último lançamento, a fim de suceder posteriormente, ao lançamento de um álbum de estúdio completo do grupo.
O primeiro anúncio relativo a E, ocorreu em 23 de julho, através da informação de lançamento de uma nova canção da dupla e subunidade do Big Bang, GD&TOP, marcando também sua primeira canção em quatro anos. Na ocasião, Yang Hyun-suk, executivo da YG Entertainment, confirmou a inclusão de uma segunda faixa título em E, desta vez, incluindo todo o grupo.
E foi lançado mundialmente através de formato digital em 5 de agosto de 2015, contendo as canções "Zutter" e "Let’s Not Fall in Love". No Japão o seu lançamento digital foi realizado em 12 agosto contendo as supracitas canções. Na mesma data, ocorreu também o lançamento físico de E, o qual foi comercializado em duas versões de capa diferentes, sendo elas: na cor preta e grafada como E e na cor branca grafada como e, ambas contendo dez faixas, livreto de 24 páginas (de conteúdo diferente para ambas as versões), um cartão fotográfico e um folheto para formar um quebra-cabeça.

## Promoção
A fim de divulgar o lançamento de E, a partir de 24 de julho de 2015, a YG Entertainment passou a divulgar imagens promocionais apresentando as canções "Zutter" e "Let’s Not Fall in Love", que estendeu-se até um dia antes do lançamento de E. Seu conteúdo incluiu informações sobre os responsáveis pela composição e produção das faixas. 
Uma hora antes do lançamento digital de E, o Big Bang participou de uma contagem regressiva oficial realizada em um evento ao vivo através do aplicativo "V" do portal Naver em 4 de agosto, que atraiu um público de 620.000 mil espectadores. Após cinco dias, o seu vídeo em destaque foi assistido mais de um milhão de vezes no aplicativo V.
As atividades promocionais de E incluíram a participação do grupo em programas de música, onde o Big Bang apresentou as duas faixas pela primeira vez em 9 de agosto no programa Inkigayo da SBS.

## Recepção da crítica
E e suas canções receberam análises favoráveis da crítica especializada. A publicação Inquirer em sua resenha sobre o mesmo, destaca E como sendo o álbum que ressoa como o mais emocional do grupo. Além de notar como o Big Bang "continua a explorar temas mais complexos, mantendo o apelo popular".
Para o website sul-coreano Osen, as duas canções de E possuem "diferentes humores e cores" e enfatiza que somente o Big Bang pode fazê-lo. Sua resenha acrescenta ainda que o grupo possui um amplo espectro artístico.

## Faixas e formatos
| "E" - Single   |                                                                        |                             |                             |                |         |  |
| N.º            | Título                                                                 | Letras                      | Música                      | Arranjos       | Duração |  |
| 1.             | "Zutter (GD&TOP)" (쩔어; Jjeoreo)                                      | G-Dragon, Teddy Park, T.O.P | Teddy Park, G-Dragon, T.O.P | Teddy Park     | 3:14    |  |
| 2.             | "Let's Not Fall in Love" (우리 사랑하지 말아요; Uri Saranghaji Marayo) | Teddy Park, G-Dragon        | Teddy Park, G-Dragon        | Teddy Park     | 3:32    |  |
| Duração total: | Duração total:                                                         | Duração total:              | Duração total:              | Duração total: | 6:46    |  |

| E - CD         |                                                                        |                                   |                                         |                      |         |  |
| N.º            | Título                                                                 | Letras                            | Música                                  | Arranjos             | Duração |  |
| 1.             | "Zutter (GD&TOP)" (쩔어; Jjeoreo)                                      | G-Dragon, Teddy Park, T.O.P       | Teddy Park, G-Dragon, T.O.P             | Teddy Park           | 3:14    |  |
| 2.             | "Let’s Not Fall in Love" (우리 사랑하지 말아요; Uri Saranghaji Marayo) | Teddy Park, G-Dragon              |                                         | Teddy Park           |         |  |
| 3.             | "If You"                                                               | G-Dragon                          | G-Dragon, P.K, Dee.P                    | P.K, Dee.P           | 4:24    |  |
| 4.             | "Sober" (맨정신; Maenjeongsin)                                         | Teddy Park, G-Dragon, T.O.P       | Teddy Park, Choice37, G-Dragon          | Teddy Park, Choice37 | 3:57    |  |
| 5.             | "Bang Bang Bang"                                                       | Teddy Park, G-Dragon, T.O.P       | Teddy Park, G-Dragon                    | Teddy Park           | 3:40    |  |
| 6.             | "Loser"                                                                | Teddy Park, T.O.P, G-Dragon       | Teddy Park, Taeyang                     | Teddy Park           | 3:39    |  |
| 7.             | "Bae Bae"                                                              | G-Dragon, Teddy Park, T.O.P       | Teddy Park, G-Dragon, T.O.P             | Teddy Park           | 2:49    |  |
| 8.             | "We Like 2 Party"                                                      | Teddy Park, Kush, G-Dragon, T.O.P | Teddy Park, Kush, Seo Won Jin, G-Dragon | Teddy Park, Kush     | 3:16    |  |
| 9.             | "Zutter" (instrumental)                                                | -                                 | Teddy Park, G-Dragon, T.O.P             | Teddy Park           | 3:14    |  |
| 10.            | "Let’s Not Fall in Love" (instrumental)                                | -                                 | Teddy Park, G-Dragon                    | Teddy Park           | 3:32    |  |
| Duração total: | Duração total:                                                         | Duração total:                    | Duração total:                          | Duração total:       | 35:19   |  |

| E - CD (versão especial do iTunes) |                                         |         |  |
| N.º                                | Título                                  | Duração |  |
| 1.                                 | "Zutter (GD&TOP)" (a cappella)          | 3:14    |  |
| 2.                                 | "Zutter (GD&TOP)" (MR)                  | 3:14    |  |
| 3.                                 | "Zutter (GD&TOP)" (instrumental)        | 3:14    |  |
| 4.                                 | "Let's Not Fall in Love" (a cappella)   | 3:31    |  |
| 5.                                 | "Let's Not Fall in Love" (MR)           | 3:31    |  |
| 6.                                 | "Let's Not Fall in Love" (instrumental) | 3:31    |  |

## Desempenho nas paradas musicais
Entre as datas de  4 a 11 de agosto de 2015, ocorreu a pré-venda física de E na Coreia do Sul. Em seguida, o seu lançamento no país estreou em seu pico de número um na Gaon Album Chart, tornando-se o terceiro lançamento do projeto Made Series a conquistar tal feito. Mais tarde, E se estabeleceu em número três na parada mensal da referida parada, com vendas de 84,002 mil cópias no mês de agosto de 2015 e encerrou o ano na posição de número dezenove, na lista de álbuns mais vendidos do ano, obtendo vendas totais de 107,252 mil cópias. Adicionalmente, E figurou na lista anual referente ao ano de 2016, conquistando vendas complementares de 21,397 mil cópias. As canções de E, "Zutter" e "Let’s Not Fall in Love", atingiram as posições de número dois e um, respectivamente, na Gaon Digital Chart e encerraram o ano de 2015, nas posições de número 63 e 27, referente as canções mais vendidas do ano na Coreia do Sul.
Na China, E conquistou vendas de setecentas mil cópias digitais em 24 horas pela plataforma de música QQ Music, em 28 de agosto foi revelado que suas vendas haviam alcançado um milhão de cópias, tornando-o lançamento do projeto Made Series mais vendido do Big Bang no país. No Japão, E atingiu pico de número quinze na Oricon Albums Chart obtendo vendas de 4,090 mil cópias em sua primeira semana.
As canções "Zutter" e "Let's Not Fall in Love" nos Estados Unidos, alcançaram as posições de número dois e um, respectivamente, na Billboard World Digital Songs, onde venderam treze mil cópias conjuntamente e em menos de dois dias no país.
| Paradas (2015)                            | Melhor posição |
| ----------------------------------------- | -------------- |
| Coreia do Sul (Gaon Weekly Album Chart)   | 1              |
| Coreia do Sul (Gaon Monthly Album Chart)  | 3              |
| Japão (Oricon Weekly Album Chart)         | 15             |
| Japão (Oricon Weekly Western Album Chart) | 2              |
| Taiwan (G-Music Weekly Albums)            | 1              |

| Paradas (2015)                          | Melhor posição |
| --------------------------------------- | -------------- |
| Coreia do Sul (Gaon Yearly Album Chart) | 19             |
| Paradas (2016)                          | Melhor posição |
| Coreia do Sul (Gaon Yearly Album Chart) | 99             |

## Histórico de lançamento
| Região        | Data                 | Formato          | Gravadora                 |
| ------------- | -------------------- | ---------------- | ------------------------- |
| Mundo         | 5 de agosto de 2015  | Download digital | YG Entertainment          |
| Coreia do Sul | 5 de agosto de 2015  | Download digital | YG Entertainment          |
| Coreia do Sul | 12 de agosto de 2015 | CD               | YG Entertainment KT Music |
| Japão         | 12 de agosto de 2015 | Download digital | YGEX                      |
| Taiwan        | 19 de agosto de 2015 | CD               | Warner Music Taiwan       |